# Oxford Murders
Oxford Murders ist ein Thriller des Regisseurs Álex de la Iglesia, erschienen im Jahr 2008. Er basiert auf dem Roman Die Pythagoras-Morde von Guillermo Martínez, der mit dem Planeta-Preis ausgezeichnet wurde. In Deutschland wurde der Film im Rahmen des Fantasy Filmfestes 2008 gezeigt.

## Handlung
Der US-amerikanische Mathematik-Student Martin beginnt im Herbst 1993 ein Auslandssemester an der Universität Oxford. Er interessiert sich für Fragen der Logik, die auch in das Spezialgebiet von Professor Arthur Seldom fallen, und hofft daher, den Professor als Doktorvater gewinnen zu können. Bei ihrer ersten Begegnung legt er sich aber mit dem Professor an: Sie sind unterschiedlicher Meinung über die philosophische Frage, ob es die Wahrheit gibt. Als Martins Zimmervermieterin ermordet wird, treffen Martin und der Professor am Tatort aufeinander. Der Mörder hinterlässt bei Seldom ein Zeichen; dieser vermutet den Beginn einer logischen Reihe von Zeichen, die auf weitere Morde hindeutet. Seldom und Martin suchen des Rätsels Lösung und beziehen dabei verschiedene mathematische und philosophische Überlegungen mit ein. Während sie zunächst eine falsche Spur verfolgen, findet Martin am Ende den wahren Mörder und stellt fest, dass es Seldom war, der Martin zu falschen Schlussfolgerungen führte.

## Kritik
„Atmosphärisch dichter, an Originalschauplätzen gedrehter, philosophisch und erkenntnistheoretisch unterfütterter Mystery-Thriller, der spannend und klug unterhält.“